# جیل باربر
جیل باربر (انگلیسی: Jill Barber؛ زادهٔ ۶ فوریهٔ ۱۹۸۰) خواننده-ترانه‌پرداز اهل کانادا است. وی از سال ۲۰۰۲ میلادی تاکنون مشغول فعالیت بوده‌است.